# Alte Bande
Alte Bande ist eine deutsche Filmkomödie von Kaspar Heidelbach und Dirk Kummer aus dem Jahr 2019 über ein ehemaliges Gaunertrio. In den Hauptrollen agieren Mario Adorf, Tilo Prückner sowie Hermann Beyer. Im Film Bomber & Paganini spielten Adorf und Prückner 40 Jahre zuvor bereits ein Ganoven-Duo. Die Premiere des Films fand im Oktober 2019 auf dem Film Festival Cologne statt. Am 8. Januar 2020 wurde er im Rahmen des „FilmMittwoch im Ersten“ erstmals im Fernsehen ausgestrahlt.

## Handlung
Johannes Bückler, von allen nur Boxer genannt, ist 80 Jahre alt und sitzt als einer der ältesten Insassen im Gefängnis. Er imponiert allen anderen Insassen nicht nur aufgrund seiner enormen Kraft, die er in seinem hohen Alter noch hat, sondern auch aufgrund seiner Persönlichkeit. So schreckt er auch nicht davor zurück, sich einem deutlich jüngeren Mithäftling in einem Kampf zu stellen und diesen k.o. zu schlagen.
Als der Gefängnisarzt Boxer mitteilt, dass er ab sofort in eine Außenstelle des Kölner Gefängnisses verlegt werden soll, die speziell älteren Gefangenen vorbehalten ist, ist er davon wenig angetan, eher im Gegenteil. Boxers Kumpel Henne eröffnet ihm nur wenig später, dass er Boxers einstige große Liebe Kathrin ausfindig gemacht und diese zudem eine erwachsene Tochter habe, die ihm verblüffend ähnlich sei. Daraufhin ändert Boxer seine Meinung und hat nun nichts mehr gegen die Verlegung in den Seniorenknast. Er glaubt, dass ihm eine Flucht von dort aus eher gelingen werde. Er möchte nämlich unbedingt Kathrin wiedersehen, immerhin wollte er sie einst heiraten. Auch dass er eine Tochter haben könnte, beflügelt ihn.
In seiner neuen Unterkunft begegnet Boxer seinem früheren Freund Thomas Wallberg wieder, womit er überhaupt nicht gerechnet hatte. In den 80er-Jahren hatte er mit ihm und seinem Kumpel Henne mehrere Raubüberfälle begangen, darunter auch einen millionenschweren, Aufsehen erregenden Juwelenraub. Im Gegensatz zu Henne, dem nichts nachgewiesen werden konnte, wurden Boxer und Wallberg für dieses Vergehen verurteilt. Bis heute blieb die Beute verschwunden. Zwischen Boxer und Wallberg kam es während der Untersuchungshaft zu einer heftigen Auseinandersetzung, an deren Ende Boxer Wallberg krankenhausreif schlug. Er war der Meinung, dieser habe ihm Kathrin ausspannen wollen. Auch Wallberg ist von dem Neuzugang im Seniorenknast zunächst überhaupt nicht begeistert.
Wie Boxer bald feststellt, spielt Wallberg nur den Demenzkranken, um so ungestört mit Medikamenten dealen zu können. Als Wallberg ihm dann allerdings den Vorschlag macht, gemeinsam zu fliehen, sieht Boxer darin eine Chance, ohne zu wissen, dass Wallberg auch hier ein eigenes Interesse verfolgt. Kathrins Tochter könnte ja auch sein Kind sein.
Boxer und Wallberg nutzen alte Kontakte nach draußen, arrangieren einen Stromausfall, wodurch in der JVA Chaos ausbricht, und nutzen das Durcheinander, um in zwei Essenscontainern eines Lieferdienstes zu entkommen. Im Gegenzug für die Fluchthilfe schulden sie dem alten Bandenchef und Zuhälter Lewski 50.000 Euro. Lewski und seine Helfer geben ihnen einen Tag, das Geld zu beschaffen. Der Betrag soll durch die versteckte bisher nicht gefundene Beute realisiert werden. Erst einmal treffen sich Boxer und Wallberg jedoch mit ihrem Kumpel und dritten Mann Henne und feiern in einem Bowlingcenter Wiedersehen. Gemeinsam will man die Beute aus dem Millionengrab bergen. Danach soll es ein Wiedersehen mit Kathrin geben. 
Die Beute liegt an einem Baum vergraben, der vor einem neu erbauten Polizeirevier steht. Die drei bestechen den Bauarbeiter Jürgen und können – selbst als Bautrupp verkleidet – die Beute ausgraben. Für Boxer und Wallberg folgt der frohen Erwartung jedoch eine böse Überraschung. Obwohl man sich einst geschworen hatte, die Beute nur gemeinsam auszugraben, hat der inzwischen herzkranke Henne fast die gesamten Juwelen bereits zu Geld gemacht. Lediglich zwei Diamanten sind noch da. Auch wenn Henne einen Großteil des Geldes nicht selbst verbraucht, sondern Kathrin und deren Tochter finanziell unterstützt hat, ist Boxer zunächst mehr als sauer. Das größte Problem des Trios ist jedoch, dass sie nun Lewski nicht bezahlen können. Dieser macht ihnen kurz darauf unmissverständlich klar, dass es beim Geld nichts zu verhandeln gibt, gibt ihnen aber eine zweite Chance. Sie sollen noch einmal eine Bank überfallen. Zwei seiner Männer würden vor der Bank in einem Fluchtauto warten, bis der Überfall gelaufen sei, um dann gemeinsam zu flüchten. Aus der Not geboren, gehen sie darauf ein, verschwinden dann jedoch durch einen Hinterausgang, ohne den geforderten Überfall begangen zu haben.
Da sie auf die Schnelle kein anderes Versteck haben, nimmt Henne sie mit zu sich nach Hause. Vor allem Wallberg ist klar, dass dieses Versteck nicht lange sicher sein wird, sie müssen schnellstmöglich wieder weg von dort. Während es zwischen Boxer und Wallberg zu einem Streit kommt, als Boxer erfahren muss, dass auch Wallberg der Vater von Julia sein könnte, stirbt Henne still auf seinem Sofa sitzend. Noch bevor Boxer und Wallberg sich absetzen können, sehen sie durch die Fenster, dass die Polizei das Haus umstellt. Wallberg dreht den Gasanschluss von Hennes Herd auf. Als die Polizei die Wohnungstür aufbricht, liegen die drei Männer reglos in der Wohnung, in der es nach Gas riecht. Man stellt Hennes Tod fest und ruft für Boxer und Wallberg den Rettungsdienst. Das Duo zwingt die Rettungskräfte mit vorgehaltener Waffe zum Aussteigen und entkommt mit dem Rettungswagen.
Wallberg knackt ein Auto und beide fahren zu Kathrin, die mittlerweile in einer noblen Seniorenresidenz lebt. Das erste Wiedersehen nach so vielen Jahren fällt jedoch anders aus, als erhofft. Kathrin wirkt bei der ersten Begegnung schläfrig und ein wenig verwirrt. Auch als sie etwas wacher ist, erkennt sie weder Boxer nach Wallberg. Wie sich herausstellt, ist sie schwer dement und hält die beiden für Installateure. Boxer träumt davon, noch einmal mit Kathrin zu tanzen, während Wallberg dazu Klavier spielt. Er denkt an die Zeit, die er mit ihr hätte haben können, ist traurig und fühlt sich auch irgendwie schuldig, dass er einen Großteil seines Lebens im Gefängnis gesessen hat. Er muss erkennen, „dass der Zug des Lebens ohne ihn abgefahren ist“.
Zufällig trifft Boxer dann an einem Getränkeautomaten Julia, von der er annimmt, dass sie seine Tochter ist. Davon geht aufgrund der Ähnlichkeit, die Julia mit Boxer aufweist, nun auch Wallberg aus, der damals nur einen One-Night-Stand mit Kathrin hatte. Boxer unterhält sich mit Julia, gibt aber nicht zu erkennen, dass er wahrscheinlich ihr Vater ist. Julia besucht ihre Mutter Kathrin und findet bei ihr die beiden aus der Beute verbliebenen Diamanten.
Am nächsten Tag gehen Boxer und Wallberg an das noch offene Grab von Henne, um sich zu verabschieden. Auf dem Friedhof lauert ihnen sowohl einer von Lewskis Männern wie auch die Polizei auf. Boxer, der immer noch gut durchtrainiert ist, schlägt Lewskis Mann k.o. Es gelingt dem Duo, bis zu dem von ihnen geklauten Auto zu gelangen und mit diesem zu flüchten. Jedoch ist die Polizei mit mehreren Fahrzeugen hinter ihnen her und letztlich müssen sie erkennen, dass eine weitere Flucht keinen Sinn macht. Daher beschließen die Männer, an den Ort zurückzukehren, der ihr Zuhause ist, und durchbrechen mit dem Pkw das Tor zum Seniorengefängnis. Wärter Krause kann gerade noch zur Seite springen. Nach einer kurzen Traumsequenz, in der es so aussieht, als seien Boxer und Wallberg im Himmel, kommt Boxer wieder zu sich. Das Duo wird von der Anstaltsleiterin mit den Worten empfangen, das sei mal ein altersgemäßer Auftritt. Krause, der auch innerhalb der Anstalt alle vier Stunden kontrolliert, ob alle Insassen noch wohlauf sind, öffnet die Autotür und fragt Boxer und Wallberg, ob sie noch am Leben seien, woraufhin Boxer erwidert: „Und wie!“

## Produktion

### Produktionsnotizen
Alte Bande wurde vom 13. November bis zum 14. Dezember 2018 in Köln und Umgebung gedreht. Produziert wurde der Film von der Elsani & Neary Media GmbH.
Musik im Film: Louis Armstrong mit What A Wonderful World, David Bowie mit Heroes und Queen & David Bowie mit Under Pressure.

### Einschaltquote, DVD
Bei seiner Erstausstrahlung folgten dem Film 4,14 Millionen Zuschauer bei einem Marktanteil von 13,3 Prozent, bei einer Wiederholung im Jahr 2022 waren es noch 2,50 Millionen Zuschauer bei einem Marktanteil von 11,4 Prozent.
Die Release Company gab den Film am 10. Januar 2020 auf DVD heraus.

## Kritik
Die Kritiker von TV Spielfilm zeigten mit dem Daumen nach oben, vergaben für Humor zwei und für Spannung einen von drei möglichen Punkten und schrieben: „Zusammen sind sie ‚älter als das elektrische Licht‘. In Dirk Kummers und Kasper Heidelbachs Komödie um Alter, Freundschaft und Liebe laufen die Oldies Mario Adorf, Tilo Prückner und Hermann Beyer zu großer Form auf. Mit viel Elan und einem Augenzwinkern spielen sie das in die Jahre gekommene Gaunertrio, das noch einmal etwas vom Leben haben will. Ein harmloses, aber durchaus unterhaltsames Vergnügen.“ Fazit: „Oldie-Trio in Bestform. Anrührend und humorvoll“.
Der Kritiker der Berliner Morgenpost zeigte sich angetan von dem Film, er schrieb: „Köstliche Ganoven-Komödie. Alte Bande (…) ist dabei keineswegs eine Fortsetzung des Kultfilms aus dem Jahr 1976; eher könnte man von einer Reprise sprechen, von der Wiederaufnahme einer köstlichen, jetzt um die Faktoren Altersweisheit und bübischer Seniorenwitz erweiterten Buddy-Konstellation.“
Den Kritiker des Filmdienstes hingegen konnte der Film nicht überzeugen, er meinte: „Gemächlich inszenierte Gaunerkomödie, die auf den Alterscharme der Hauptdarsteller Mario Adorf und Tilo Prückner setzt, ihren Figuren aber wenig originelle Seiten zugesteht. Schwache Nebencharaktere und eine dahinplätschernde Musik sorgen ebenfalls dafür, dass der Film keinen Biss entfaltet. – Ab 12.“
Oliver Armknecht befasste sich für film-rezensionen mit dem Film und stellte fest, dass die Menschen „immer älter“ würden und demzufolge „die Zuschauer daheim vor den Fernsehern auch“. Da sei es „irgendwo naheliegend, wenn Filme auch für die Protagonisten zunehmend betagtere Gesellen und Gesellinnen aussuchen“ würden. Armknecht gab dem Film vier von zehn möglichen Punkten und zog das Fazit: „Mario Adorf als alter Macho-Gangster, der mit seiner Bande aus dem Gefängnis ausbricht? Das hört sich nett an. Das Ergebnis ist es jedoch weniger. Während die melancholisch-nachdenklichen Momente über die Unwiderruflichkeit der Vergangenheit ganz schön sind, tut sich die Krimikomödie ‚Alte Bande‘ ausgerechnet beim Humor richtig schwer, vor allem während der unglaublich zähen ersten Hälfte.“
Tilmann P. Gangloff bewertete den Film auf der Seite tittelbach.tv und gab ihm 3½ von sechs möglichen Sternen. Dass der Film „nicht rundum gelungen“ sei, habe „am wenigsten mit Adorf, Prückner oder Hermann Beyer als Drittem im Bunde zu tun“. „Viele Gags“ seien „etwas plump, einige Nebendarsteller“ hätten „offenbar das Gefühl, neben den alten Hasen besonders auftrumpfen zu müssen“, und „die Dialoge“ seien „im Vergleich zu Seniorenkomödien wie ‚Spätzünder‘ längst nicht bissig genug“. „Sehenswert“ sei „der von gleich zwei Regisseuren inszenierte Film daher vor allem als Hommage an die Freundschaft und als Verbeugung vor Mario Adorf“. Der Kritiker stellte fest, dass dieser Film, „wenn überhaupt, nur wegen Adorf und Prückner in Erinnerung bleiben“ werde.